# Giovanni Masi
Giovanni Masi (Ferrara, 1771 – Ferrara, 25 gennaio 1827) è stato un pittore e incisore italiano.

## Biografia
Figlio di Giuseppe e di Rosa Bottonelli, dapprima allievo dell'Accademia del disegno di Ferrara, nel 1791 eseguì una trascrizione a fini didattici delle Osservationi della Scoltura antica di Orfeo Boselli. Il suo manoscritto è conservato presso la Biblioteca Ariostea di Ferrara.
In seguito Masi frequentò l'Accademia Clementina di Bologna, in cui vinse nel 1794 per quadri e disegni alcuni premi di incoraggiamento.
Tornato a Ferrara, negli anni delicati dell'invasione napoleonica, Masi decise comunque di frequentare la locale Scuola di incisione: un tardivo perfezionamento che gli permise di eseguire eccellenti ritratti in acquaforte di nobili, poeti e pittori. Ricavò inoltre stampe da varie pale d'altare conservate nelle chiese di Ferrara o in collezioni private; nel 1812 eseguì un complesso dipinto allegorico-religioso tratto da una incisione di Ignazio Colombo e destinato alla chiesa di Santo Stefano.
Vari suoi dipinti si conservano in altre chiese ferraresi: San Francesco nella grotta (1790, Chiesa di Santo Spirito); San Nicola da Tolentino e le anime purganti (Chiesa dei Santi Giuseppe, Tecla e Rita); La Beata Vergine in trono con i Santi Protettori Giorgio e Maurelio (completato nel 1802, Chiesa di San Cristoforo alla Certosa), mentre è andato perduto Angelo Custode in Santa Maria della Rosa. 
Masi si dedicò inoltre alla decorazione murale, ornando fra il 1809 e il 1814 la chiesa parrocchiale di San Michele Arcangelo di Saletta di Copparo, in collaborazione con Alessio Bolognesi, opera ancora ondeggiante tra tardo-barocco e neoclassicismo, mentre nel 1813 eseguì un progetto decorativo per l'arco della famiglia Villa nel cimitero della Certosa, raffigurante la Fama, il Tempo e la Clessidra. Sempre per la Certosa, nel 1816 decorò la tomba del poeta Onofio Minzoni.
Un suo Paesaggio silvestre o Boscaglia è conservato invece nelle civiche collezioni del museo De Pisis.
Un'altra caratteristica di Masi, inseribile nel clima del purismo conseguente alla Restaurazione, furono le numerose copie da originali di Raffaello Sanzio e di Benvenuto Tisi da Garofalo, conservate nelle collezioni private Bonaccioli, Frizzi, Barbi-Cinti, Saroli-Lombardi e Bellini.
Del 1819 è il ritratto di rappresentanza dell'avvocato Francesco Bonaccioli (Ferrara, Centro Servizi alla Persona), mentre incisioni sue si conservano presso i  musei civici arte antica (Palazzo Schifanoia) e la Biblioteca Ariostea.
Nel 1824 Masi espose in una collettiva all'Accademia di Bologna copie da Garofalo e da Domenichino, quadri di invenzione e miniature su avorio. 
Morì per "mal di petto" a 55 anni.